# 楊枝華
楊枝華，贵州都勻人，清朝政治人物、同進士出身。
雍正十一年（1733年）癸丑科進士，三甲七十八名，后官知縣。